# 华南理工大学艺术学院
华南理工大学艺术学院是华南理工大学下属的艺术类学院，成立于2004年。

## 历史沿革
华工艺术学院的历史可追溯至1992年成立的艺员培训中心。1990年代初，香港電視廣播有限公司行政主席邵逸夫向国家教委提出在内地选择一所大学创办电视演员培训班的想法，以吸收内地人才，并在培训后进入香港无线电视工作两年。该设想得到国家教委支持，最终选定在华南理工大学开办艺训班（后普遍称作TVB内地艺员训练班），并于1992年4月1日正式成立香港艺员培训中心。该培训班面向中国大陆招生，由无线电视提供资金支持，在华南理工大学校内进行授课，双方邀请专家进行授课与培训。1994年，艺员培训中心更名为艺员与电视技术培训中心。1996年，因香港回归等原因停办。该中心共举办了十期培训班，培养了100余名艺员和电视制作人员。
1998年，在艺员培训中心的基础上成立了艺术教育中心，负责对学生进行艺术素质教育及建设校园文化的任务。2002年，艺术教育中心并入人文社会科学学院，成为旗下艺术系，并在同年开始招收本科生。
2004年7月，由于华工入驻大学城后拓展了办学空间，学校在原有工商管理学院和人文社会科学学院的基础上新建了多个文科学院，其中包括艺术学院。艺术学院于同年开始招收硕士研究生。

## 组织机构
| - 音乐学系 - 器乐系 - 声乐系 - 舞蹈系 - 艺术教育中心 | - 学院学术委员会 - 学院职称评审委员会 - 学位评定委员会分委员会 - 学院本科教学指导委员会 | - 院长：梁军 - 党委书记：施亚玲 - 艺术教育中心常务副主任：王丽艳 - 副院长：陈刚毅、刘丁 - 党委副书记：黄佳 |

## 学术科研

### 学科门类
截至2020年7月，艺术学院共有如下的研究生学位授权点和本科专业：
- 硕士学位授权点：音乐与舞蹈学（一级学科）
- 本科专业：音乐表演、舞蹈学、音乐学

### 研究中心
- 实验教学中心（属国家级文科综合实验教学示范中心[5]）
- 普通高等学校创建中华优秀文化艺术传承基地（广东粤剧艺术）[6]
- 广东省学校艺术教育活动器乐培训基地
- 广东省非物质文化遗产研究基地

## 知名院友
- 兼职教授
  - 陈小奇：词曲作家，中国音乐家协会流行音乐学会常务副主席[7]
  - 李仙花：广东汉剧演员，国家一级演员[8]
- 无线电视内地艺员训练班学员[1]
  - 邵兵
  - 张延
  - 何美钿
  - 郑国霖
  - 蔣文端